# Adaadat
Adaadat est un label discographique indépendant britannique de musique électronique, basé à Londres. Il publie un mélange éclectique de musique expérimentale, de chiptune, de musique bruitiste, d'art rock, d'IDM et de breakcore. 

## Histoire
Fondé en 2002 par Angus Keith et Bjorn Hatleskog, le label est d'abord créé pour diffuser au Royaume-Uni la musique d'artistes japonais difficiles à trouver. Adaadat se forge ensuite une réputation pour son « bruit anarchique et ses concerts frénétiques ». En 2005, le label Adaadat estprésenté dans l'émission BBC One World diffusée sur BBC Radio 1. Entre 2005 et 2006, Adaadat organise une soirée club mensuelle à l'ICA, intitulée Trash Trash Noise Next Door.

## Artistes
- 65daysofstatic
- Agaskodo Teliverek (it)
- Atom Truck
- Bruno and Michel Are Smiling + Skipperr
- CDR
- Cow'p
- DDamage
- Duracell
- DJ 100000000
- DJ Scotch Egg
- DJ Top Gear
- Doddodo
- Drop the Lime (en)
- Gay against you (en)
- Germlin
- Greypetcat
- Gum Takes Tooth
- Horatio Pollard
- Hrvatski
- Jason Forrest (en)
- Ove-Naxx (de)
- Lasse Marhaug (en)
- Mathhead
- Milky Chu
- Ommm
- Reverbaphon
- Romvelope (en)
- S. Isabella
- Shex
- Silverlink
- Strange Attractor vs. Disinformation
- Superdefekt
- The Doubtful Guest
- Utabi
- Venta Protesix
- Yaporigami